# Wilmslow
Wilmslow és una ciutat (considerada legalment “town” a Anglaterra) de Cheshire, Anglaterra. És al sud de la ciutat de Manchester. L'any 2001 30.326.
Wilmslow, com la seva ciutat veïna d'Alderley Edge, és coneguda per les seves luxoses i cares cases. També té entre alguns comerços de luxe que atrauen clients rics com futbolistes, actors i multimilionaris.
El topònim de Wilmslow deriva de l'antic anglès Wīghelmes hlāw = "túmul d'un home anomenat Wīghelm". Com a mostra de l'alt nivell de vida dels seus habitants és on es venen més automòbils de luxe de la marca Aston Martin del Regne Unit. La descoberta de l'home de Lindow (Lindow man) que va quedar conservat dins una torbera va permetre conèixer moltes dades de lEdat del Ferro d'aquesta zona. Actualment aquestes restes humanes es troben al Museu britànic L'estació de tren de Wilmslow va ser objecte d'un atemptat de l'IRA- Provisional l'any 1997, no hi va haver danys personals.
El matemàtic Alan Turing va ser un dels residents més notables d'aquesta població, s'hi suïcidà el 7 de juny de 1954 ingerint una poma enverinada amb cianur de potassi.